# Apteropeoedes pygmaeus
Apteropeoedes pygmaeus är en insektsart som beskrevs av Marius Descamps 1964. Apteropeoedes pygmaeus ingår i släktet Apteropeoedes och familjen Euschmidtiidae. Inga underarter finns listade i Catalogue of Life.